# Holzkirche von Plopiș

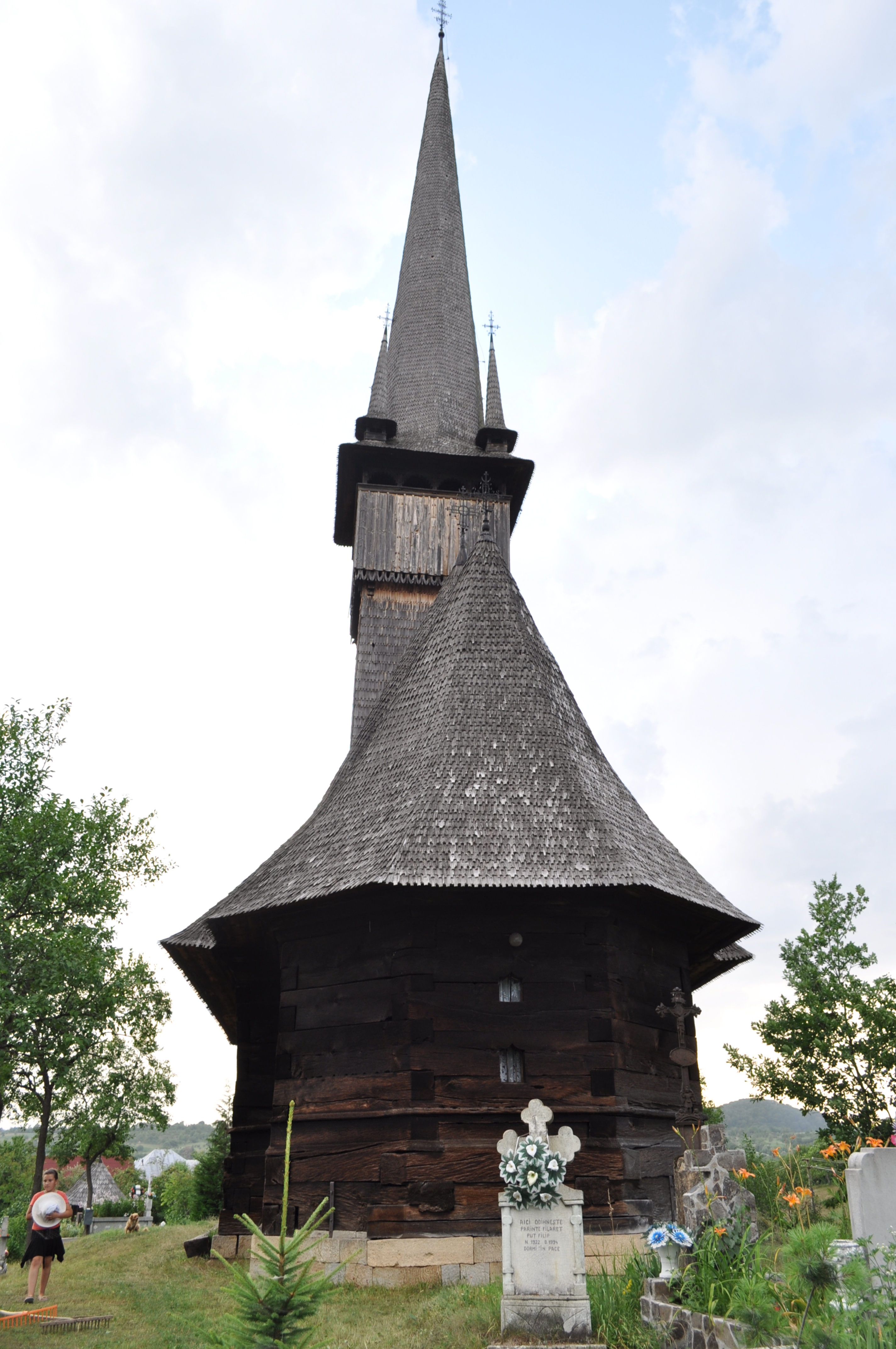
Äußeres der Kirche

Die Holzkirche von Plopiș (Biserica de lemn din Plopiș) ist eine der als UNESCO-Welterbe geschützten Holzkirchen in der Maramureș in dem Dorf Plopiș in der rumänischen Gemeinde Șișești. Sie ist den Erzengeln Michael und Gabriel geweiht.

## Geschichte
Die Kirche wurde im Jahr 1798 errichtet und ist damit die jüngste der Welterbekirchen in der Maramureș. Sie wurde nach 1945 der rumänisch-orthodoxen Kirche übergeben, nachdem sie zuvor griechisch-katholisch war. 1961 und in den Jahren 1990/1991 wurde sie restauriert. Seit 1999 ist sie Teil des Weltkulturerbes. In Rumänien unter der Nummer MM-II-m-A-04604 als Denkmal geschützt.

## Anlage und Ausstattung
Die 17 m lange und 7 m breite Kirche besitzt einen 47 m hohen Turm. Sie ist im Innern reich freskiert.

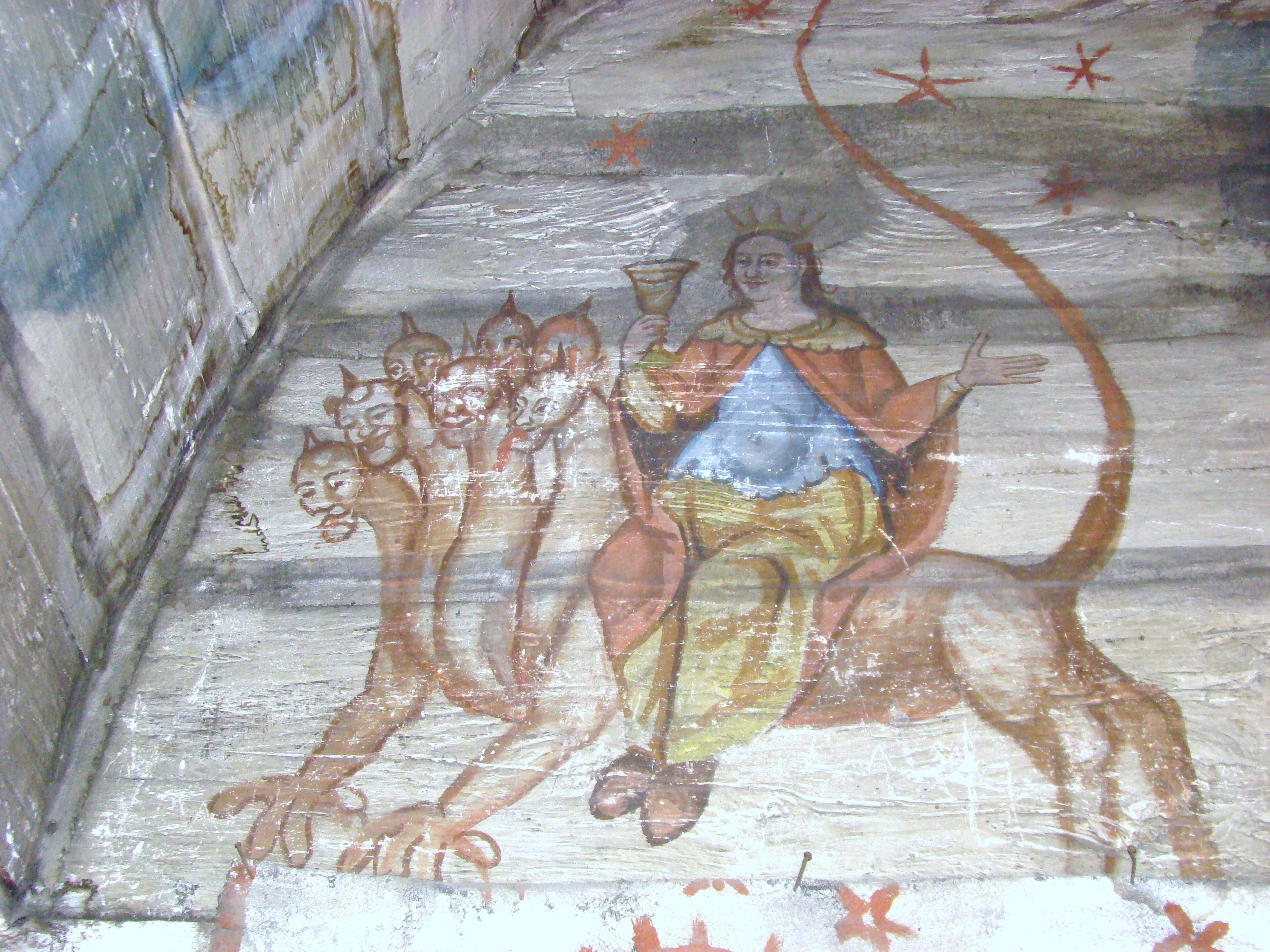
Wandmalerei von Ștefan Zugravul
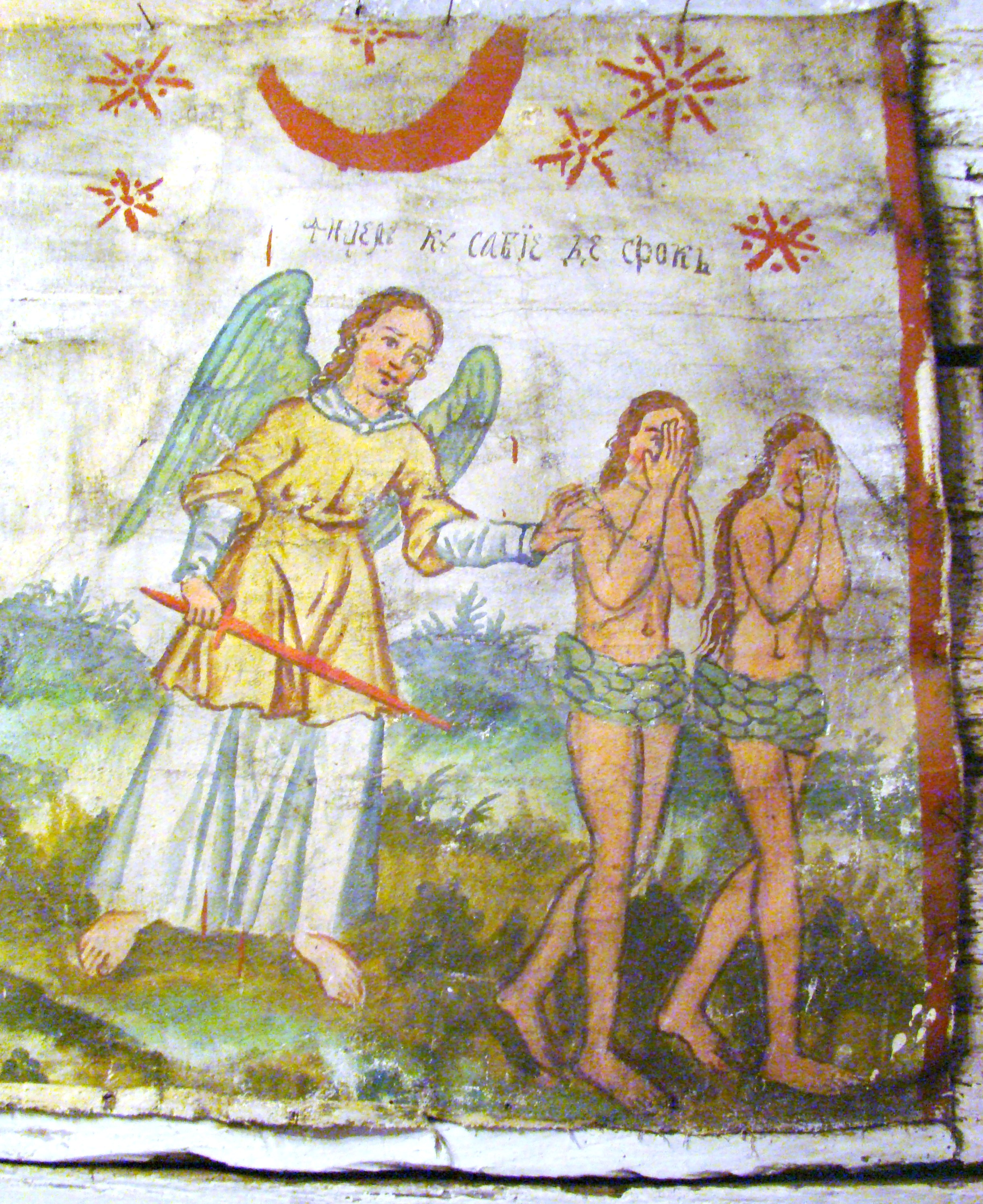
Vertreibung aus dem Paradies
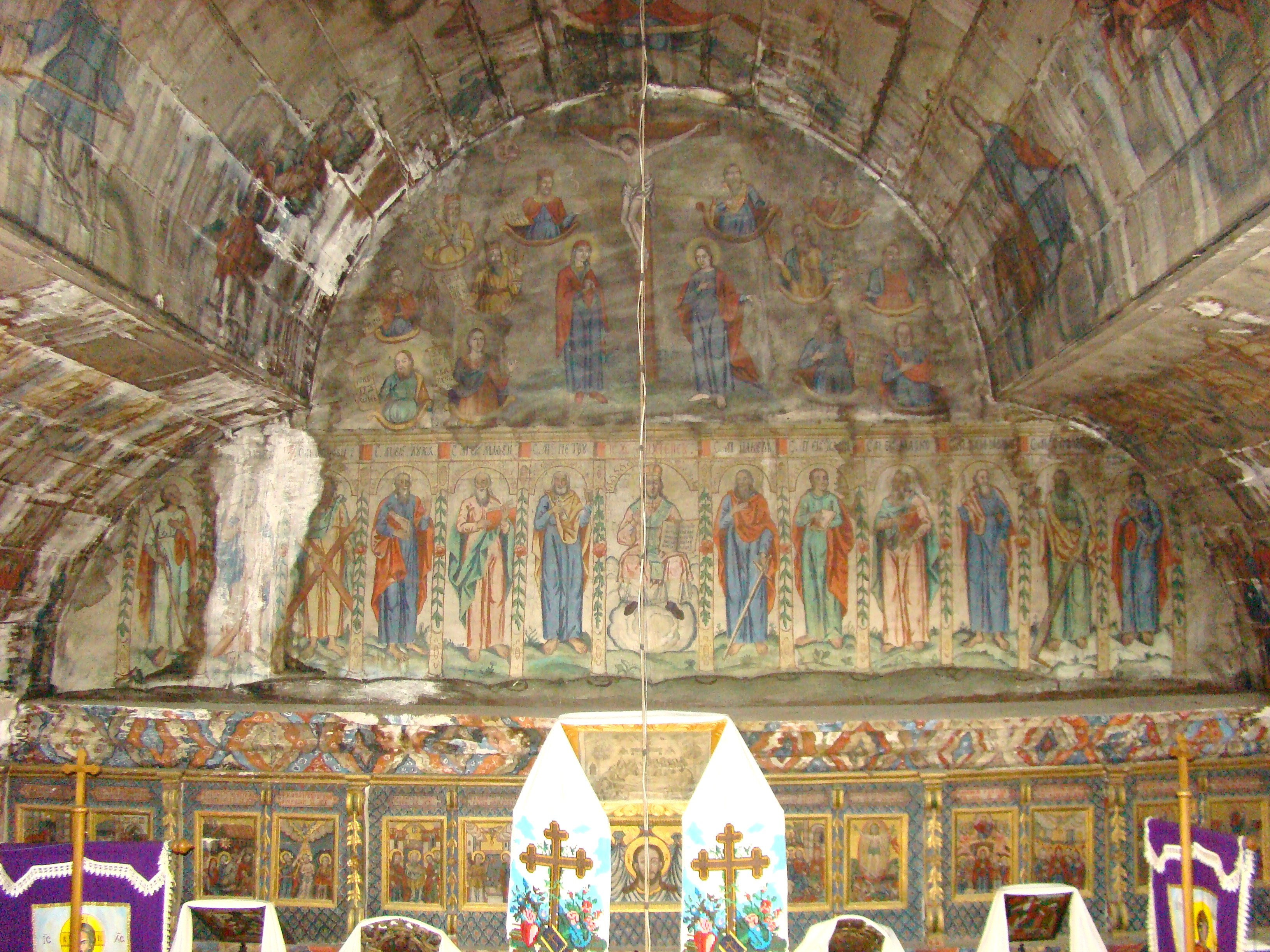
Freskierung im Innern